# Nationale Opera en Ballet

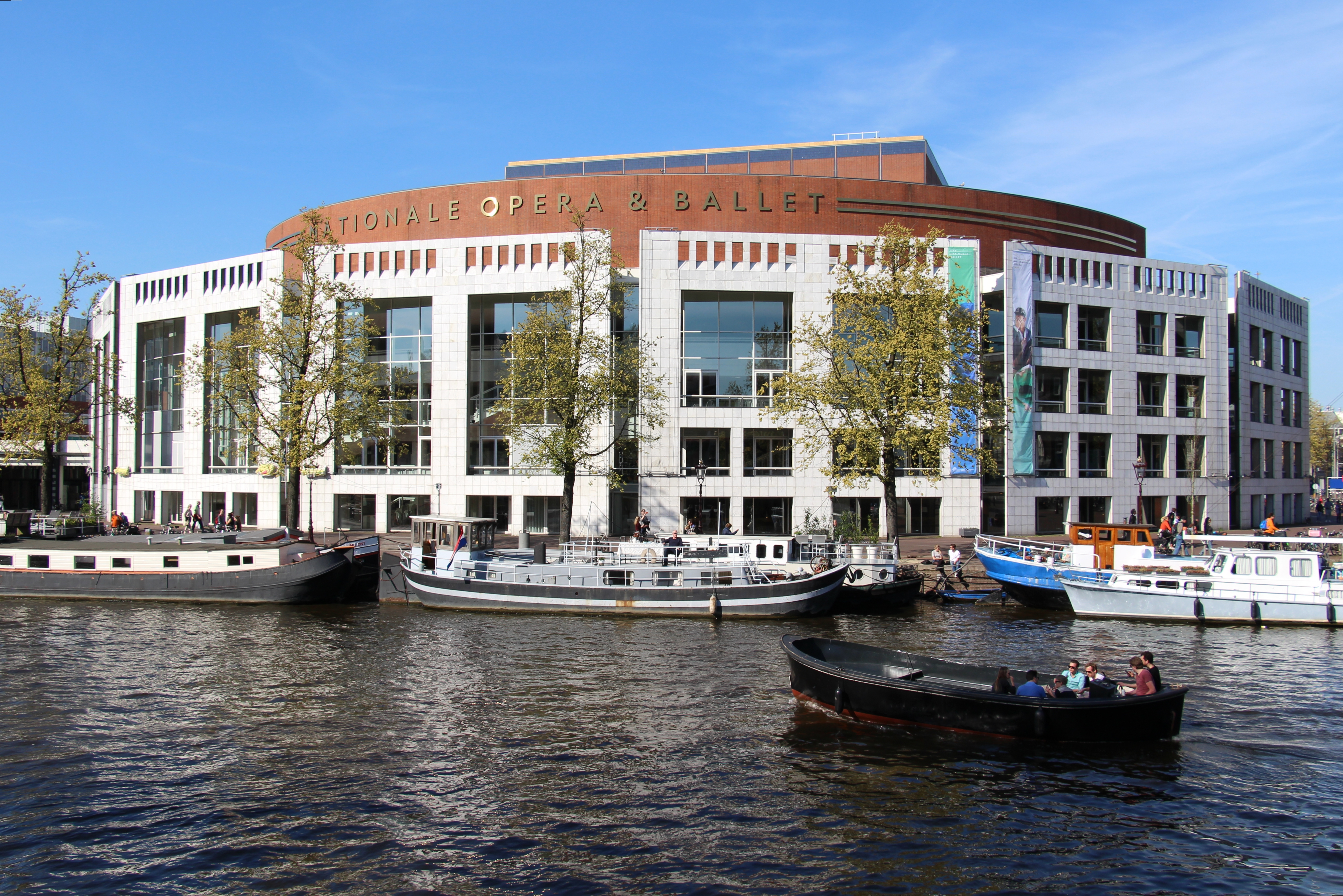
Außenansicht

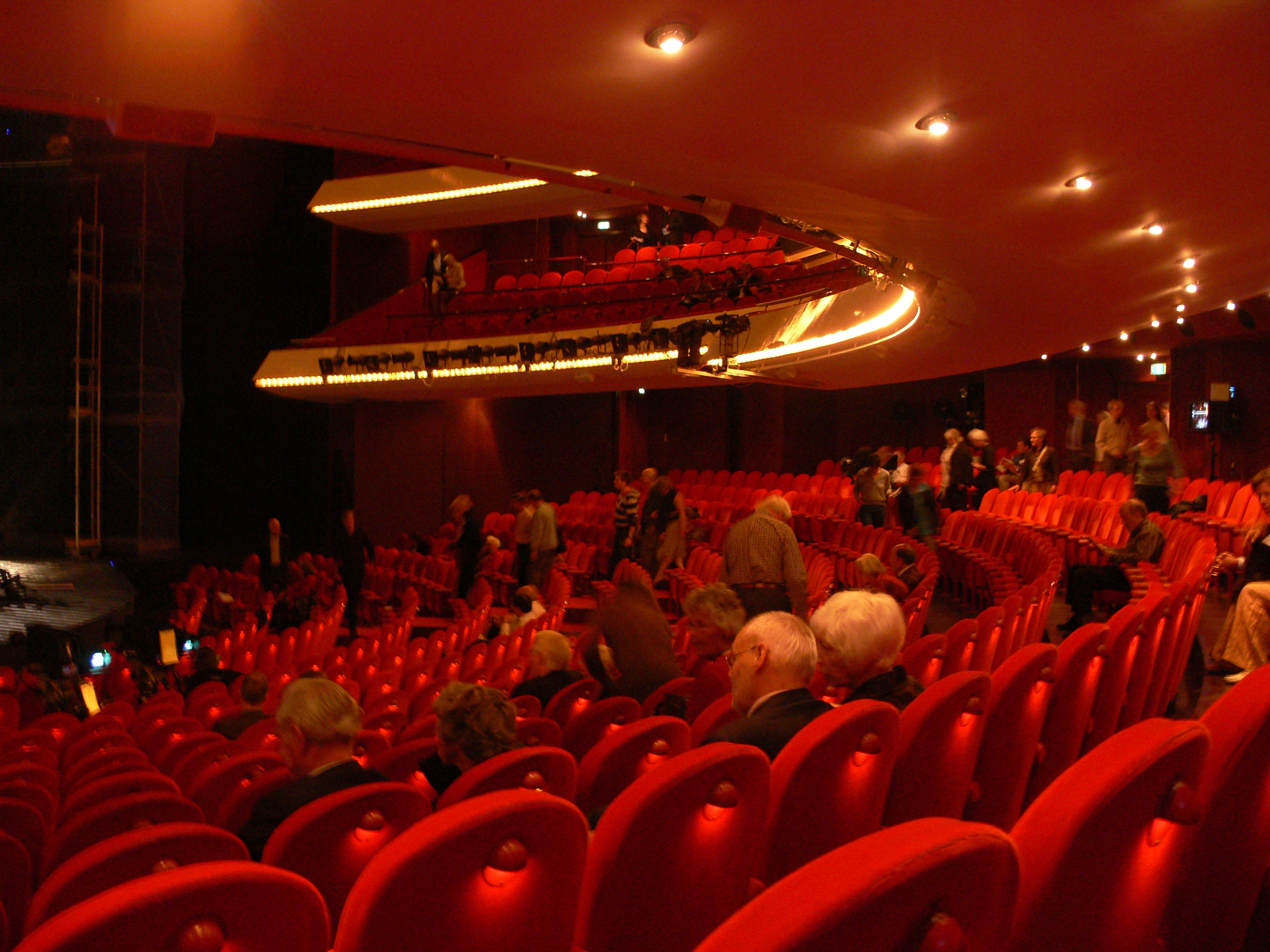
Zuschauerraum

Nationale Opera en Ballet (vormals Het Muziektheater) ist ein Theatergebäude in Amsterdam, das eigens für die Aufführungen von Opern, Balletten, aber auch anderen Gattungen des Musiktheaters gebaut wurde. Den neuen Namen trägt das Gebäude seit 2014 nach dem Zusammenschluss von Het Muziektheater, De Nederlandse Opera und Het Nationale Ballet. Früher spielten die Gesellschaften von Oper und Schauspiel gemeinsam in der Stadsschouwburg Amsterdam.

## Historie
Das Gebäude wurde von den Architekten Wilhelm Holzbauer und Cees Dam entworfen. Es wurde am 23. September 1986 offiziell als Het Muziektheater eröffnet. Seither ist es die Heimstätte von De Nederlandse Opera und Het Nationale Ballet. Darüber hinaus treten auch weitere Theatergesellschaften gastierend auf.
Nachdem 2013 die Fusion von De Nederlandse Opera, Het Nationale Ballet und Het Muziektheater Amsterdam zu einer neuen Institution namens Nationale Opera & Ballet bekannt gegeben wurde, trägt das Gebäude seit 2014 ebenfalls den Namen „Nationale Opera en Ballet“, im Volksmund Stopera genannt, da es zusätzlich von der Stadtverwaltung genutzt wird. Die Bezeichnung stellt eine Kombination von Stadthaus und Oper (Stadhuis en opera) dar.